# Ferry Aid
Ferry Aid fue un colectivo de artistas británicos y estadounidenses que se unieron para grabar la canción "Let It Be" en 1987. El mismo se realizó para recaudar fondos de caridad a los familiares de las víctimas del naufragio del Ferry Zeebrugge, ocurrido el 6 de marzo de 1987, donde fallecieron 193 pasajeros y tripulación. La realización del álbum estuvo organizada por el periódico The Sun, que había vendido tickets en promoción a precios muy bajos para el transbordador en aquel día. "Let It Be" fue escrita por Lennon–McCartney y originalmente grabado por The Beatles en 1969.

## Grabación
El exmúsico y columnista del periódico The Sun, Garry Bushell organizó junto al medio gráfico citado la grabación y para ello reclutaron al conjunto de productores musicales Stock, Aitken y Waterman). Ellos entonces se encargaron de invitar a los intérpretes de la versión de "Let it be". Paul McCartney -autor de la canción- también contribuyó a la misma, pero desde sus propios estudios, tanto para la voz como para el video Más tarde se reveló que McCartney utilizó su voz de su registro original en The Beatles en 1969. La canción se grabó entre el 14 y 16 de marzo de 1987 y el sencillo se editó el lunes 23 de marzo. El primer artista en llegar a grabar su parte fue Mark King (quién también tocó el bajo) en la mañana de sábado 14, mientras que el último fue Paul King el lunes 16 al anochecer.

En el registro original de The Beatles, George Harrison hizo el solo de guitarra, pero para los propósitos de esta canción - como se ve en el video promocional - ese solo estuvo compartido con Gary Moore primero, luego Mark Knopfler y de nuevo Gary Moore con las partes de Moore siendo más rockeras y las de Knopfler, más melódicas.

## Intérpretes en orden de aparición
- Paul McCartney
- Boy George
- Keren Woodward y Nick Kamen
- Paul King
- Mark King (bajo) y voz)
- Jaki Graham
- Taffy
- Mark Knopfler (solo de guitarra)
- Andy Bell
- Pepsi & Shirlie
- Mel and Kim
- Gary Moore (solo de guitarra)
- Kim Wilde y Nik Kershaw
- Edwin Starr
- Ben Volpeliere-Pierrot
- Ruby Turner
- Kate Bush

El coro final de la canción estuvo compuesto por los siguientes intérpretes:
- The Alarm, John Altman[disambiguation needed], Debee Ashby, Al Ashton, Rick Astley, Bananarama, Simon Bates, Alison Bettles, Jenny Blythe, Errol Brown, Miquel Brown, Bucks Fizz, Jay Carly, The Christians, Nick Conway, Linda Davidson, Hazell Dean, Anne Diamond, Difford and Tilbrook, Doctor and the Medics, The Drifters, Drum Theatre, Frankie Goes to Hollywood, Roy Gayle, Go West, Carol Hitchcock, Felix Howard, Gloria Hunniford, Imagination, Jenny Jay, Ellie Laine, Annabel Lamb, Stephanie Lawrence, Loose Ends, Linda Lusardi, Ruth Madoc, Bobby McVey, Suzanne Mizzi, The New Seekers, Sadie Nine, The Nolans, Hazel O'Connor, Mike Osman, Su Pollard, Tim Polley, Pamela Power, Maxi Priest, Princess, Jimmy Pursey, Suzi Quatro, Mike Read, Sally Sagoe, Nejdet Salih, Ray Shell, Mandy Smith, Neville Stapleton, Alvin Stardust, Steve Strange, Sylvia Tella, Terraplane, Bonnie Tyler, Maria Whittaker, Working Week.[4]

El lado B del disco sencillo de 7" es una versión gospel de "Let It Be", hecho improvisadamente al momento de la grabación. El lado B del disco de 12" es "Let It Be (Mega Message Mix)".

## Parodia
La banda inglesa, en esos tiempos, de corte punk-anarquista Chumbawamba, grabó en forma anónima una parodia de la canción bajo el nombre "Scab Aid" (Ayuda de canallas), como crítica al diario The Sun y a los intérpretes de la canción, a los que consideraron "hipócritas".

## Posición en las listas
Esta versión de "Let It Be" fue número uno en el UK Singles Chart en su primera semana el 4 de abril de 1987, manteniéndose por tres semanas. Fue el 13º sencillo más vendido del año y fue certificado Oro tras vender más 500 000 copias.
La canción llegó también a la cima en las listas de éxitos de Noruega y Suiza.
| Listas (1987)           | Máxima posición |
| ----------------------- | --------------- |
| UK Singles Chart        | 1               |
| Austrian Singles Chart  | 4               |
| Dutch GfK chart         | 4               |
| Dutch Top 40            | 3               |
| French Singles Chart    | 8               |
| Irish Singles Chart     | 2               |
| Norwegian Singles Chart | 1               |
| Swedish Singles Chart   | 9               |
| Swiss Singles Chart     | 1               |